# 信願寺 (水戸市)
信願寺（しんがんじ）は、茨城県水戸市にある浄土真宗本願寺派の寺院。

## 歴史
1232年（貞永元年）、唯信の開基である。唯信は俗名「幡谷次郎信勝」といい、常陸国茨城郡幡谷村（現・茨城県小美玉市幡谷）の幡谷城の城主であったが、自分が所持していた持仏の観音菩薩が夢の中に出てきて、聖人の法話を聴くようにと告げられた。目が覚めて外に出ると、浄土真宗宗祖の親鸞一行が念仏を唱えていた。信勝は親鸞に夢の話を打ち明け、法話を聴いて、親鸞の弟子となり、「唯信」を名乗ることになった。そして自分の所領に寺を創建した。
当初は唯信（信勝）の所領だった幡谷に位置していたが、1528年（享禄元年）に常陸国那珂郡小瀬（現・茨城県常陸大宮市）に移転し、1579年（天正7年）に水戸に移転、そして1681年（延宝9年）に現在地に移転した。

## 文化財
- 鍍金仏（茨城県指定有形文化財 昭和46年10月28日指定）[4]

## 交通アクセス
- 路線バス大工町二丁目停留所より徒歩4分。